# Port de Haifa
El port de Haifa (en hebreu: נמל חיפה) és un port marítim israelià. La ciutat de Haifa té un port natural d'aigües profundes que opera l'Autoritat Portuària d'Israel, és obert tot l'any i serveix tant a vaixells de càrrega com de passatgers. Anualment més de 22 milions de tones de mercaderies passen pel port. Més de 1.000 persones treballen en el port, amb un increment de fins a 5.000 quan els creuers de turistes arriben a Haifa. El Port de Haifa, està situat al nord del barri del centre de Haifa, al costat de la mar Mediterrània i arriba fins a tres kilómetres al llarg de la costa central de la ciutat. El port es fa servir amb finalitats militars, industrials i comercials.